# Clinocera arnaudi
Clinocera arnaudi är en tvåvingeart som beskrevs av Sinclair 2008. Clinocera arnaudi ingår i släktet Clinocera och familjen dansflugor. Inga underarter finns listade i Catalogue of Life.